# Cyanoacrylate

Structure chimique du cyanoacrylate de méthyle.

Les cyanoacrylates sont une famille de colles puissantes et rapides utilisées en médecine, dans l'industrie, et dans la vie courante. 
Ils ont une courte durée de validité quand ils ne sont pas utilisés (environ un an à compter de leur production si le tube n'a pas été ouvert, et un mois s'il a déjà été ouvert, à moins d'être surgelés). Ces colles sont légèrement toxiques ou parfois allergènes. Leur durcissement est dû à une polymérisation très rapide du monomère, qui commence au contact de l'eau ou même de l'humidité ambiante.
Les cyanoacrylates comprennent le 2-cyanoacrylate de méthyle (plus connu sous les noms commerciaux de « Cyanolite » ou de « Super Glue »), le 2-cyanoacrylate d'éthyle, le 2-cyanoacrylate de butyle ou encore le 2-cyanoacrylate d'octyle (utilisé en médecine humaine et vétérinaire, ainsi que pour les premiers soins). L'octyl cyanoacrylate a été développé pour réduire les problèmes de toxicité, ainsi que les irritations cutanées et les réactions allergiques. Les colles cyanoacrylate sont parfois connues sous le nom générique de « colles instantanées » ou sous le terme anglais de « super glue » francisé en « superglu ».

## Histoire de la colle cyanoacrylate

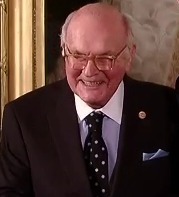
Harry Wesley Coover, est l’inventeur de l’Eastman 910, communément appelée Super Glue.

Le brevet originel du cyanoacrylate a été déposé aux États-Unis en 1942. Son objectif initial est de servir dans la fabrication des lunettes de visées de l'armée lors de la Seconde Guerre mondiale. Ses inventeurs, une équipe de scientifiques dirigés par Harry Coover (en), aboutirent un moment à un produit qui collait puissamment à tous les équipements utilisés pour le manipuler et ils l'abandonnèrent.
En 1951, Coover et un collègue, Fred Joyner, alors chercheurs chez Eastman Kodak, s'intéressèrent à nouveau aux cyanoacrylates et comprirent leur intérêt commercial[réf. nécessaire]. La Super Glue est mise sur le marché par Kodak en 1958, sous le nom « Eastman #910 »,.
Dans les années 1960, Eastman Kodak, tout en continuant à le commercialiser lui-même, vendit le brevet du cyanoacrylate à Loctite qui l'exploita sous une différente dénomination, « Loctite Quick Set 404 ». En 1971, Loctite développa sa propre capacité de production et introduisit ses propres cyanoacrylates, commercialisés initialement sous le nom de « Super Bonder », et plus tard « Super Glue ». Il gagna rapidement des parts de marché, et à la fin des années 1970 il avait dépassé Eastman Kodak sur le marché industriel nord-américain.
Il existe également d'autres producteurs de cyanoacrylate, comme LePage (une entreprise canadienne achetée par Henkel en 1996), 3M qui commercialise le Vetbond — une forme de cyanoacrylate médical destiné aux vétérinaires — ou encore la Permabond Division of National Starch and Chemical, Inc., une ancienne branche d'Unilever, qui a acheté l'activité cyanoacrylate à Eastman Kodak et l'a combinée avec plusieurs sociétés rachetées au cours des années 1970.
Ensemble, en 1991, avant cette acquisition, Loctite, Eastman et Permabond possédaient 75 % du marché industriel du cyanoacrylate.
En 2017, Permabond continue de produire la formule originale 910.
La marque Super Glue appartient à la société américaine Henkel Corporation

## Propriétés

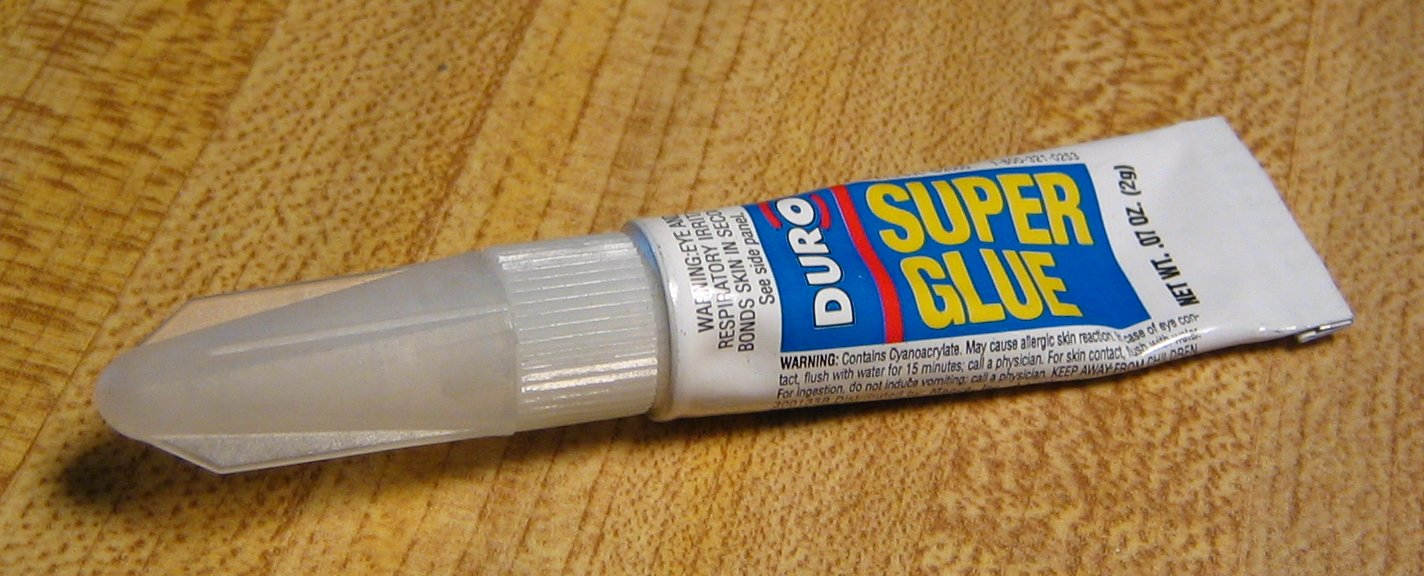
Un tube de Super Glue, l'application commerciale la plus connue du cyanoacrylate.

Dans leur forme liquide, les cyanoacrylates consistent en un monomère cyanoacrylate.
- Le méthyl-2 cyanoacrylate, de formule CH2=C(CN)COOCH3, a un point d'éclair de 79 °C et une densité de 1,1[8].
- L'éthyl 2-cyanoacrylate (C6H7NO2) a un point d'éclair de 75 °C.

Pour faciliter leur utilisation, les colles cyanoacrylates sont souvent combinées à des ingrédients comme la silice pyrogénée pour rendre le mélange plus visqueux. Plus récemment, des formulations contenant des additifs ont été développées pour accroître la résistance au cisaillement, créant une liaison plus résistante. De tels additifs peuvent être du caoutchouc, comme dans la Loctite « Ultra Gel », ou d'autres qui ne sont pas précisés.
En général, le cyanoacrylate est une résine tackifiante acrylique qui polymérise rapidement en présence d'eau.

## Utilisation
Le cyanoacrylate colle rapidement, souvent en moins d'une minute. Le cyanoacrylate est un adhésif anaérobie tenace, particulièrement lorsqu'il est utilisé pour coller des matériaux non poreux.
Il est utilisé en médecine en lieu et place des sutures. Il a notamment été utilisé à cette fin lors de la guerre du Vietnam.
Le cyanoacrylate est utilisé en chirurgie orthopédique pour coller les objets métalliques aux os, comme les rotules artificielles aux fémurs.
Les cyanoacrylates sont utilisés en criminalistique pour la détection des empreintes digitales. La colle liquide est vaporisée et la vapeur passée sur les objets suspectés de posséder des empreintes digitales. Les traces d'eau causent la polymérisation de la vapeur, qui, durcie, forme une version solide de l'empreinte, qui est rendue bien plus visible et robuste.
Les cyanoacrylates sont souvent utilisés pour assembler des prototypes de circuits électroniques (voir wire wrap, câblage), modèles réduits, bloquer des vis, écrous, goujons, roulements en mécanique.
Il existe des colles cyanoacrylates pour les matériaux poreux, ainsi qu'une version destinée aux métaux possédant une résistance aux chocs.

## Application en bricolage
En bricolage, la colle est destinée aux réparations de petites surfaces.
- Appliquer une goutte de liquide ou de résine sur une face propre.
- Mettre en contact les deux parties, attention : la prise de colle est immédiate.
- Presser fortement pendant une minute.
- Enlever les bavures immédiatement avec un chiffon imbibé d'alcool à 90°.
- Laisser sécher une demi-heure sans y toucher.
- Note : l'acétone (utilisée dans le dissolvant pour vernis à ongles) est un solvant facilement disponible, capable de ramollir le cyanoacrylate polymérisé.

On peut également l'utiliser en combinaison avec du bicarbonate de soude pour reconstituer des petites pièces de plastique cassées. La colle se transforme au contact du bicarbonate en plastique dur qui peut ensuite être poncé. Des précautions de sécurité et une bonne ventilation sont nécessaires car la réaction est très exothermique, et les vapeurs produites sont irritantes.
- Option 1 :  former un moule avec du papier adhésif, le remplir de bicarbonate. Faire couler la colle goutte à goutte. La prise est très rapide, il peut être souhaitable de ne remplir le moule que partiellement et de renouveler l'opération.
- Option 2 : disposer côte à côte sur un support un petit tas de bicarbonate et quelques gouttes de colle. Encoller la pièce cassée puis la poser sur le bicarbonate. Renouveler l'opération rapidement plusieurs fois jusqu'à obtention du volume de plastique souhaité puis poncer l'excédent[10].

## Sécurité
Des produits spéciaux permettent de décoller les doigts en quelques secondes ou de détacher les parties collées (vêtements, plastiques, métal, etc.) en quelques heures. On peut aussi utiliser de l'acétone à cette dernière fin.

## Conservation
Après usage, conserver la colle hors de portée des enfants, dans un endroit frais et sec et à l'abri de la lumière (raison pour laquelle elle est déconseillée pour recoller le verre).
La durée de conservation des colles cyanoacrylate est d'au moins neuf mois à température ambiante (18 à 25 °C) et de douze mois à 5 °C (dans un réfrigérateur).
Surgelées à −20 °C, elles peuvent être conservées quasiment indéfiniment mais doivent être ramenées à température ambiante avant l'usage.

## Vers des colles super-élastiques
Mi-2017, un article de la revue Science annonce qu’une équipe d'universitaires physiciens a mis au point une colle cyanocrylate fortement élastique et pouvant coller des substances dures ou molles (dont composants électroniques) à des hydrogels (matériaux de type « gels » utilisés dans certains dispositifs médicaux et robots souples).
Cette colle puissante mais très élastique pourrait contribuer à la médecine (ex. : patchs souples solidement collés à la peau diffusant des médicaments), réparation chirurgicale (réparation de disques intervertébraux…) et à la robotique molle en permettant de créer des batteries et circuits électriques souples et étirables, ou à l’écologie (capteurs souples collés sur des animaux pour leur suivi…).
Jusqu’ici il fallait utiliser un flux de lumière ultraviolette durant une heure voire plus pour catalyser la prise de ce type de colle, or les UV sont destructifs pour certaines molécules et la matière vivante.
C'est ici le cyanoacrylate qui permet une très forte adhérence, mais dans ce cas tout en restant souple grâce à un composant organique (qui, sans être un solvant, diffuse rapidement dans les parties en fusion de manière à empêcher qu’elles ne deviennent cassantes). Au moment du pressage la prise de la colle se fait en quelques secondes. L’élasticité peut atteindre 2 000 %.
D'autres usages semblent envisageables avec la production de batteries et cartes électroniques souples et très étirables à base d'hydrogel intégrant par des capteurs mesurant par exemple des signes vitaux ou métaboliques et communiquant avec des dispositifs extérieurs.
Ce produit pourrait apparaître sur le marché d'ici trois à cinq ans selon les auteurs de l’article.